# Bahnhof Dortmund-Scharnhorst

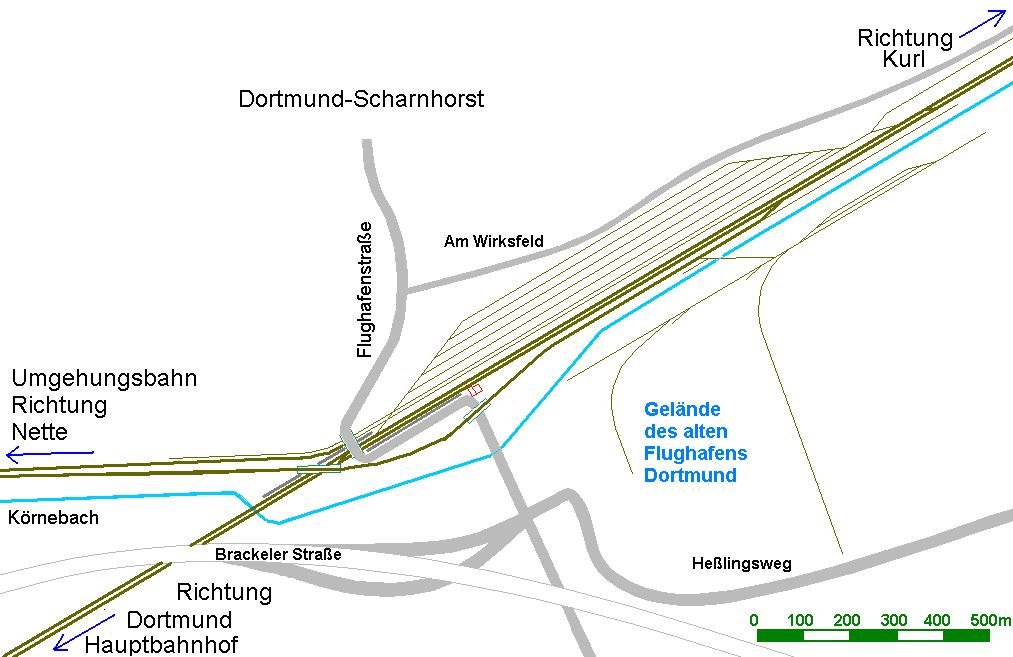
Gleisplan Bahnhof Scharnhorst (Stand 2005 – Abstellgleise schematisch)

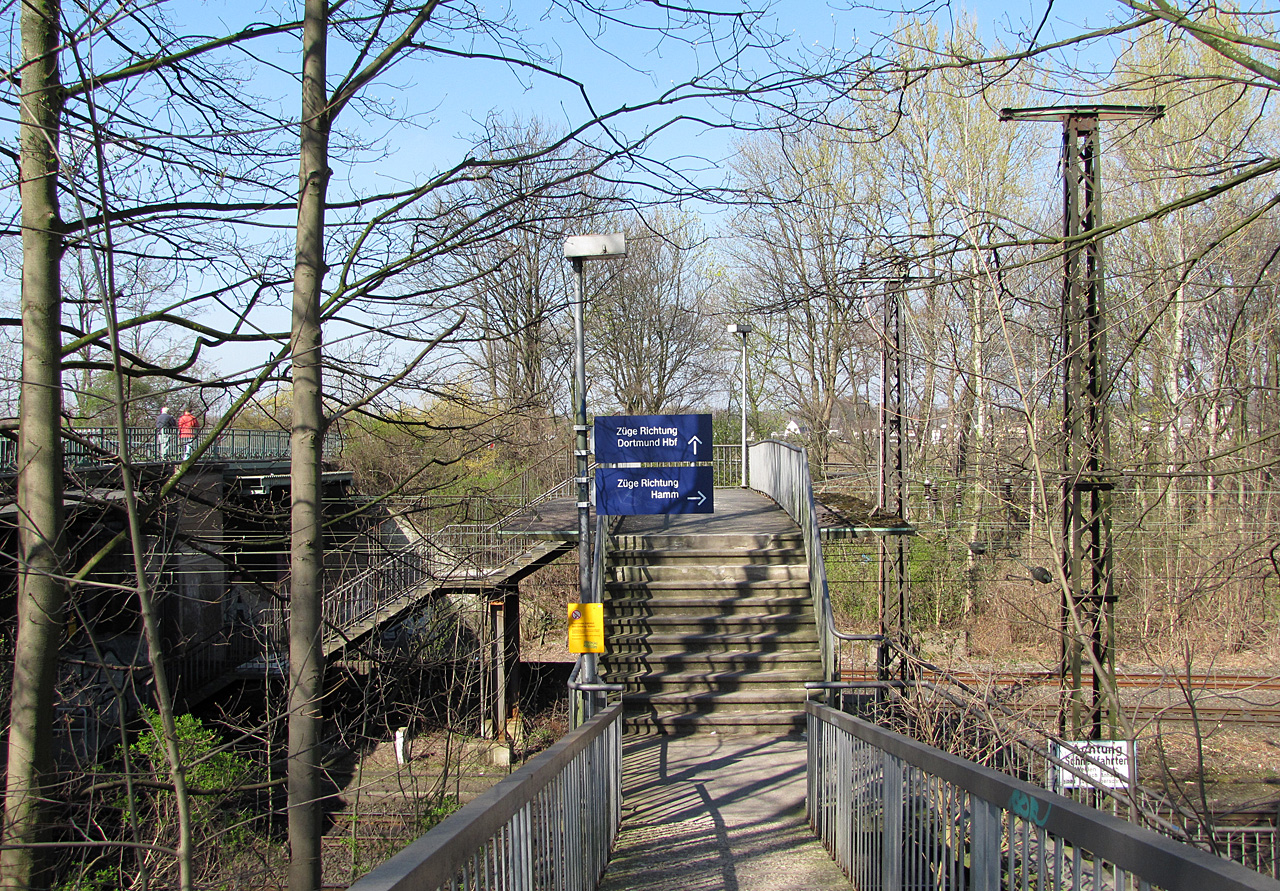
Eingangsbereich im März 2011

Der Bahnhof Dortmund-Scharnhorst liegt an der Trasse der ehemaligen Köln-Mindener Eisenbahn zwischen den Dortmunder Stadtteilen Alt-Scharnhorst und Brackel an der Flughafenstraße. Der Bahnhof wird vom Rhein-Emscher-Express (RE 3) und vom Rhein-Hellweg-Express (RE 11) bedient, am frühen Morgen und in den Abendstunden auch vom NRW-Express (RE 1). Von hier bestehen Reisemöglichkeiten nach Hamm, ins Ruhrgebiet sowie nachfolgend Richtung Düsseldorf, Köln und Aachen.

## Geschichte
Im Zuge des Baus einer den Dortmunder Hauptbahnhof entlastenden Güterumgehungsbahn zwischen Scharnhorst und Nette im Jahr 1903 wurde auch der Rangierbahnhof Scharnhorst gebaut, wobei hier Personenverkehr zunächst nur für Bahnbedienstete durchgeführt wurde. Am 6. Mai 1926 stand der Bahnhof mit der Errichtung des in direkter Nachbarschaft gelegenen ersten Dortmunder Flughafens auch für den allgemeinen Personenverkehr zur Verfügung und wurde in Bahnhof Dortmund-Flughafen umbenannt. Obwohl der Flughafen an dieser Stelle nur bis 1959 bestand, blieb der Stationsname bis zum 31. Mai 1986 bestehen. Beim Bau des Bahnhofs wurde auch ein kleines Empfangsgebäude mit Warteraum, Fahrkartenschalter, Gepäckaufbewahrung und Fahrradschuppen errichtet.
Im Jahr 2019 wurden die Bahnsteige im Zuge der Arbeiten für den Rhein-Ruhr-Express modernisiert und verlängert, mit Blindenleitstreifen ausgestattet und von ehemals 38 auf eine Höhe von 76 cm über Schienenoberkante gebracht. Dabei wurde die ehemals östlich der Flughafenstraße verlaufende Stahlbrücke für Fußgänger abgerissen und durch eine neue Brücke westlich der Flughafenstraße ersetzt, die allerdings nur noch den nördlichen Bahnsteig (Gleis 1) anbindet. Für den barrierefreien Zugang wurde diese Brücke mit einem Aufzug ausgestattet. Zwischen der Flughafenstraße und dem Bahnsteig von Gleis 2 wurden im Osten eine neue Treppe und eine Rampe errichtet.

## Aktuelle Beschreibung
Heutzutage besitzt der Bahnhof kein Empfangsgebäude mehr, an dessen Stelle befindet sich das Stellwerk Dortmund-Scharnhorst (Sf). Die beiden Seitenbahnsteige sind mit einer parallel zur Straßenbrücke verlaufenden Fußgängerbrücke verbunden. Am westlichen Ende des Bahnhofs befindet sich eine weitere Fußgänger- und Radfahrerbrücke, die ebenfalls beide Bahnsteige miteinander verbindet.

## Linien
| RE 1 (RRX) | NRW-Express: Aachen Hbf – Aachen-Rothe Erde – Eilendorf (ein Zugpaar) –Stolberg (Rheinl) Hbf – Eschweiler Hbf – Langerwehe – Düren – Horrem – Köln-Ehrenfeld – Köln Hbf – Köln Messe/Deutz – Köln-Mülheim – Leverkusen Mitte – Düsseldorf-Benrath – Düsseldorf Hbf – Düsseldorf Flughafen – Duisburg Hbf – Mülheim (Ruhr) Hbf – Essen Hbf – Wattenscheid – Bochum Hbf – Dortmund Hbf – Dortmund-Scharnhorst – Dortmund-Kurl – Kamen-Methler – Kamen – Hamm (Westf) Hbf Stand: Fahrplanwechsel Dezember 2023 | 120 min |
| RE 3       | Rhein-Emscher-Express: Düsseldorf Hbf – Düsseldorf Flughafen – Duisburg Hbf – Oberhausen Hbf – Essen-Altenessen – Gelsenkirchen Hbf – Wanne-Eickel Hbf – Herne – Castrop-Rauxel Hbf – Dortmund-Mengede – Dortmund Hbf – Dortmund-Scharnhorst – Dortmund-Kurl – Kamen-Methler – Kamen – Bönen-Nordbögge – Hamm (Westf) Hbf Stand: Fahrplanwechsel Dezember 2023 | 60 min  |